# Жисе сир Уш
Жисе сир Уш (фр. Gissey-sur-Ouche) насеље је и општина у источном делу централне Француске у региону Бургоња, у департману Златна обала која припада префектури Дижон.
По подацима из 2011. године у општини је живело 357 становника, а густина насељености је износила 24,65 становника/km². Општина се простире на површини од 14,48 km². Налази се на средњој надморској висини од 300 метара (максималној 578 m, а минималној 287 m).

## Демографија
| 1962. | 1968. | 1975. | 1982. | 1990. | 1999. | 2011. |
| ----- | ----- | ----- | ----- | ----- | ----- | ----- |
| 140   | 149   | 180   | 211   | 290   | 303   | 357   |

График промене броја становника у току последњих година